# Siągarnia
Siągarnia – leśna osada w południowej części Katowic, na terenie dzielnicy Murcki. Według legendy tu właśnie czarownica dybała na życie św. Klemensa, ucznia Cyryla i Metodego, który na przełomie IX i X wieku miał chrystianizować te okolice. Na terenie Siągarni znajduje się dawna historyczna leśniczówka (ul. Lędzińska 3, 5, 7 i 9). Z czarownicą związane jest częściowo zapomniane i zaniedbane (do dziś istniejące) miejsce zwane czarną studnią (niem. Schwarzer Brunnen) przy której owa czarownica miała mieszkać.

## Galeria

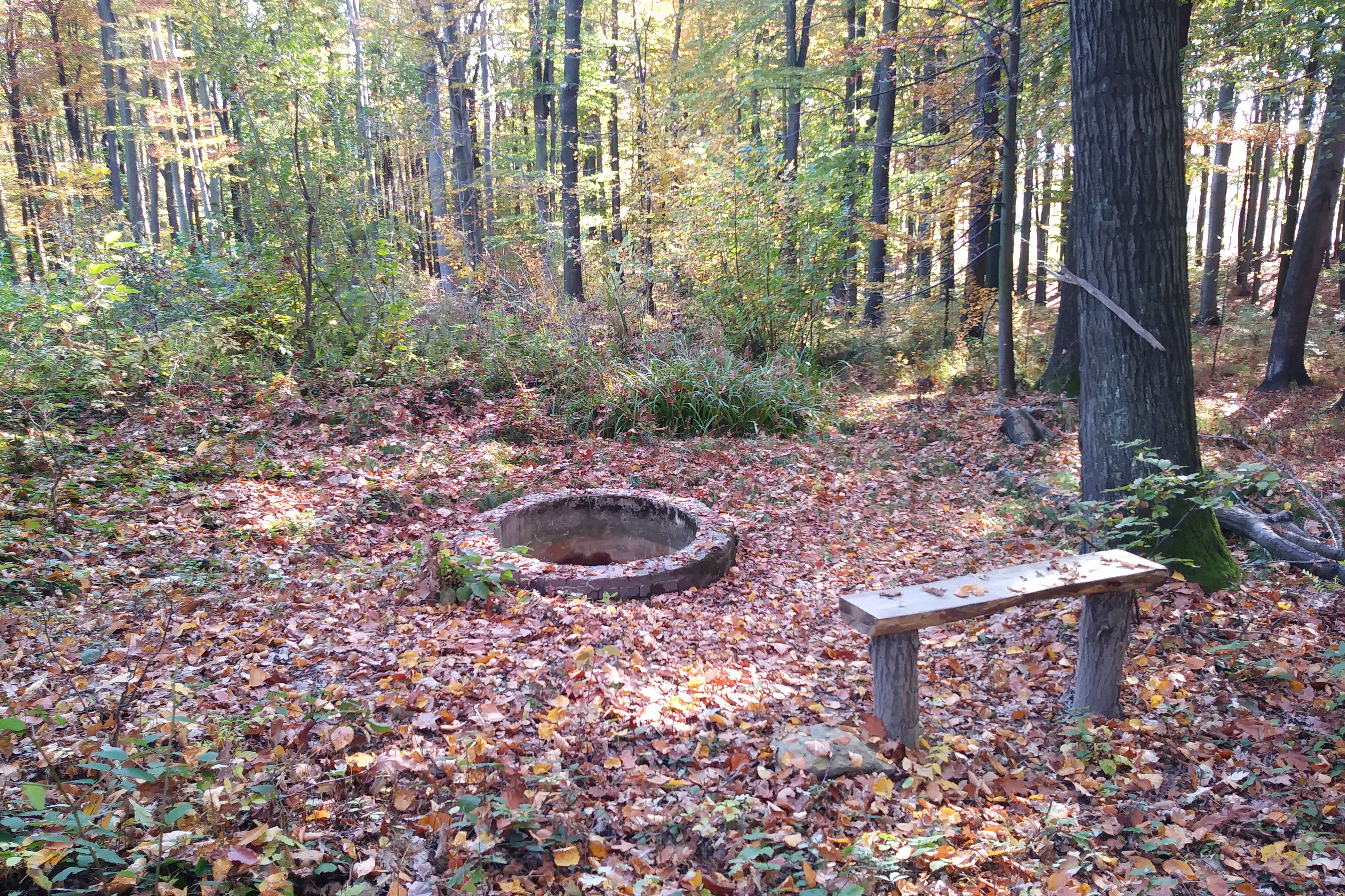
Czarna Studnia
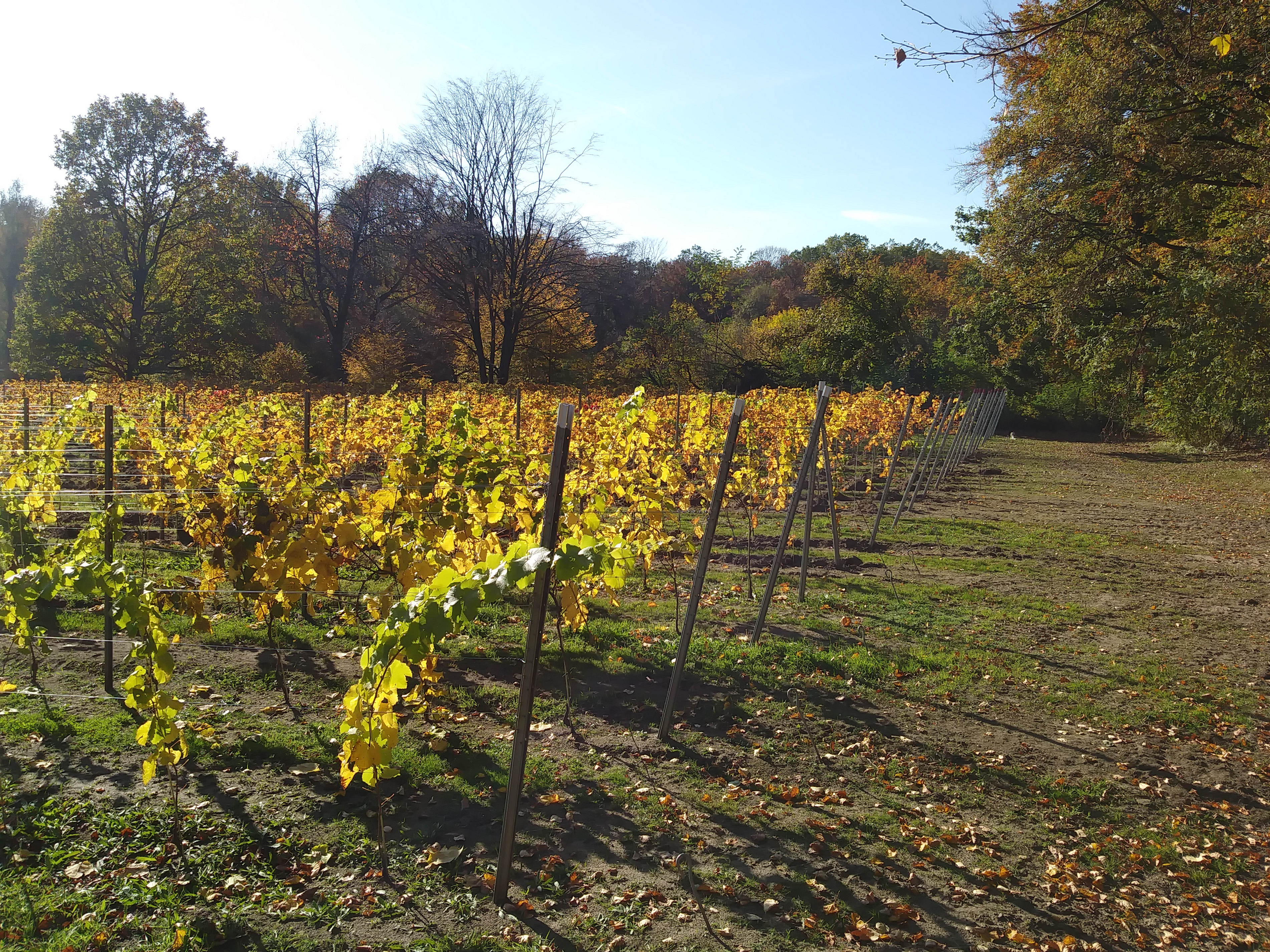
Winnica w Siągarni
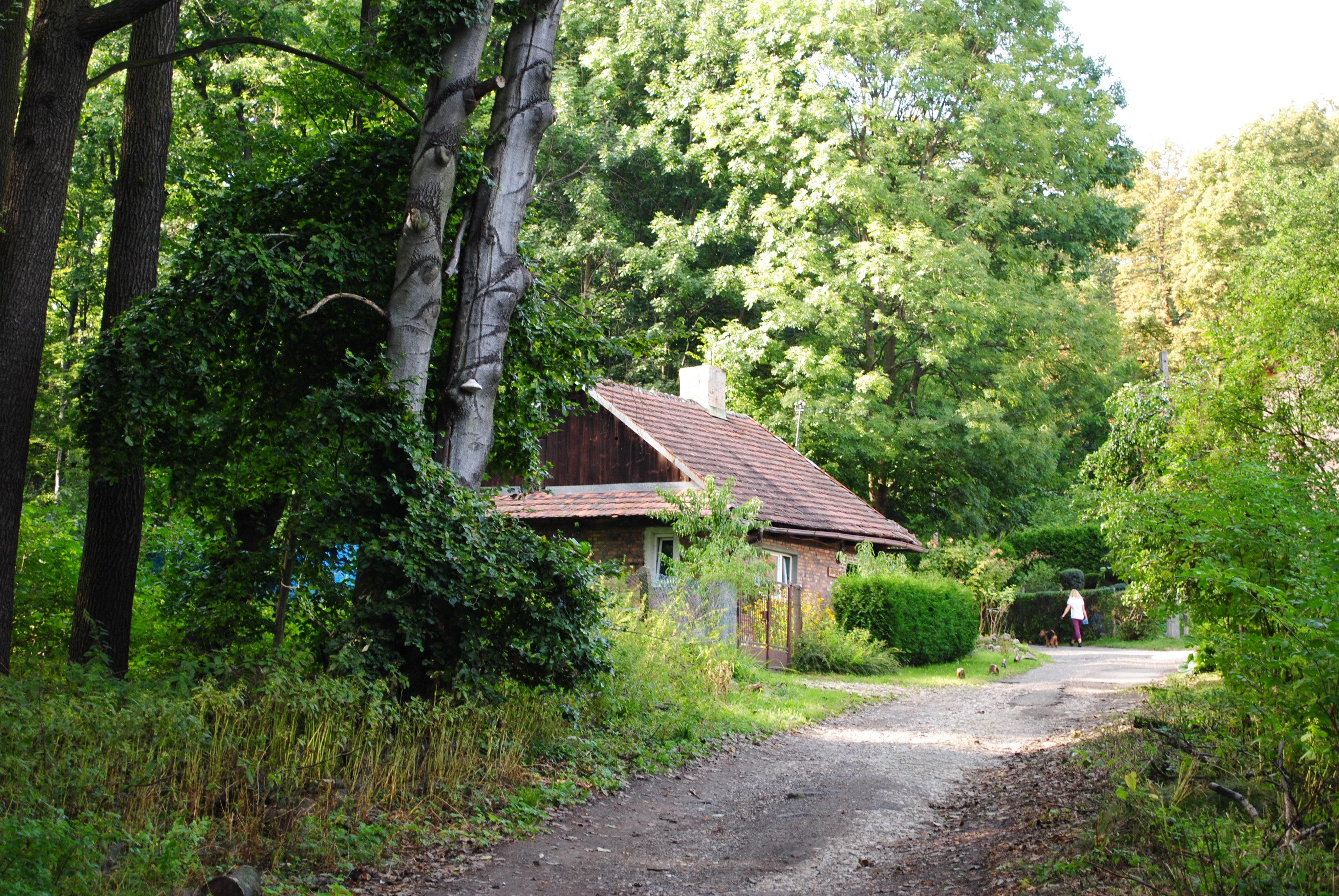
Dom przy ul. Lędzińskiej 2